# 용인 빠따형야구단
용인 빠따형야구단(Yongin BBADDA HYUNG)은 2019년에 창단된 독립 야구단이다.

## 대한민국의 독립구단 목록
- 저니맨 외인구단
- 연천 미라클
- 양주 레볼루션
- 고양 원더스
- 성남 블루팬더스
- 성남 맥파이스
- 파주 챌린저스
- 시흥 울브스

### 해체된 독립구단
- 고양 원더스 (2011-2014) (2014년 해체)
- 수원 로보츠 (2018년 해체)
- 용인 스텔스 (2018년 해체)
- 양주 레볼루션 (2019년 해체)
- 성남 블루팬더스 (2019년 해체)
- 의정부 신한대학교 피닉스 (2020년 해체)
- 스코어본 하이에나들 (2021년 해체)